# Her ligger landet med grønne marker
Her ligger landet med grønne marker er en dansk dokumentarfilm fra 1982 instrueret af Jacob Jørgensen.

## Handling
En film om den danske fredsbevægelses kamp for atomvåbenafrustning. Filmen skildrer i to personportrætter grundlaget for det voksende folkelige pres på politikerne for at føre en anden politik og fredsbevægelsens forskellige manifestationer i 1981.